# Public Enemy's Wife
Public Enemy's Wife er en amerikansk krimifilm fra 1936, der blev instrueret af Nick Grinde og skrevet af Abem Finkel og Harold Buckley. I filmen medvirker Pat O'Brien, Margaret Lindsay, Robert Armstrong, Cesar Romero, Dick Foran og Joe King. Filmen blev udgivet af Warner Bros. den 25. juli, 1936.

## Medvirkende
- Pat O'Brien som Lee Laird
- Margaret Lindsay som Judith Roberts Maroc
- Robert Armstrong som Gene Ferguson
- Cesar Romero som Gene Maroc
- Dick Foran som Thomas Duncan McKay
- Joe King som Wilcox
- Dick Purcell som Louie
- Addison Richards som Warden Williams
- Hal K. Dawson som Daugherty
- Harry Hayden som Justice of the Peace
- Al Bridge som Swartzman
- Kenneth Harlan som G-Man
- Selmer Jackson som Duffield
- William Pawley som Correlli